# Марно, Можан
Можан Марно (род. 3 мая 1980 года, Лос-Анджелес, США) — ирано-американская актриса кино и телевидения. Известна по сериалу Чёрный список, где играет агента Моссада.

## Биография
Можан Марно родилась в Лос-Анджелесе. Получила образование в Академии Филлипсар в Эндовере, Массачусетс. Имеет степень бакалавра в области французского и немецкого сравнительного литературоведения и степень магистра искусств. В настоящее время проживает в Нью-Йорке.
Марно сыграла главную роль в фильме 2008 года «Забивание камнями Сорайи М.».
У неё также были роли в сериалах: «Шоу Пола Райзера», «На полянах», «Жеребец», «Менталист», «Кости», «Подразделение», «Медиум», «К-Вилл» и «Противостояние».
Можан Марно пишет сценарии. Её первый полнометражный сценарий «Когда погас свет», был финалистом Ассоциации Сценаристов и выиграл третий приз на кинофестивале сценарного конкурса.
Короткометражный фильм Марно «Входящий» был принят на иранском кинофестивале Нур и других кинофестивалях.
Голос Можан присутствует в популярной видео игре «Древние свитки 5: Скайрим».

## Фильмография
| Год       |     | Русское название                      | Оригинальное название            | Роль                            |
| --------- | --- | ------------------------------------- | -------------------------------- | ------------------------------- |
| 2006      | с   | Отряд «Антитеррор»                    | The Unit                         | начальник Службы протокола      |
| 2006      | с   | Переговорщики                         | Standoff                         | Агнейша                         |
| 2007      | с   | Акула                                 | Shark                            | Мария Лутрова                   |
| 2007      | ф   | Война Чарли Уилсона                   | Charlie Wilson’s War             | переводчик в лагере беженцев #2 |
| 2007      | с   | Полиция Нового Орлеана                | K-Ville                          | Джоди Мазетта                   |
| 2008      | ф   | Август                                | August                           | Эшли                            |
| 2008      | ф   | Предатель                             | Traitor                          | Лейла                           |
| 2008      | ф   | Забивание камнями Сорайи М.           | The Stoning of Soraya M.         | Сорайя М.                       |
| 2009      | кор | —                                     | StereoLife                       | Гвендолин Лидс                  |
| 2009      | с   | Медиум                                | Medium                           | Рэйчел                          |
| 2009      | с   | Кости                                 | Bones                            | Азита Джаббари                  |
| 2009—2011 | с   | Менталист                             | The Mentalist                    | Ники Уэймут                     |
| 2010      | с   | Жеребец                               | Hung                             | Самара                          |
| 2010      | с   | Болота                                | The Glades                       | Рене Лефлер                     |
| 2010      | кор | Яблоки                                | Apples                           | Лаки                            |
| 2010      | тф  | Дай мне убежище                       | Gimme Shelter                    | Эбби                            |
| 2011      | ки  | —                                     | The Elder Scrolls V: Skyrim      | Мирабелль Эрвин / Намира        |
| 2011      | с   | Шоу Пола Райзера                      | The Paul Reiser Show             | Зеба                            |
| 2012      | с   | Двойник                               | Ringer                           | Маргарит                        |
| 2012      | с   | На виду                               | In Plain Sight                   | Шарлотт                         |
| 2014      | ф   | Девушка возвращается одна ночью домой | A Girl Walks Home Alone at Night | Атти                            |
| 2014—2015 | с   | Карточный домик                       | House of Cards                   | Айла Сайад                      |
| 2014—2019 | с   | Черный список                         | The Blacklist                    | Самар Наваби                    |
| 2014—2019 | с   | Мадам госсекретарь                    | Madam Secretary                  | Роксанн Маджиди                 |
| 2016      | ки  | —                                     | 1979 Revolution: Black Friday    | Биби                            |
| 2019      | мф  | Чудо-женщина: Родословная             | Wonder Woman: Bloodlines         | доктор Кибер                    |
| 2019      | с   | Любовники                             | The Affair                       | Петра                           |
| 2022      | мс  | Пэм и Томми                           | Pam & Tommy                      | Гейл Чватски                    |

## Награды и номинации
| Год  | Ассоциация                     | Категория                                       | Номинированные работы       | Результат |
| ---- | ------------------------------ | ----------------------------------------------- | --------------------------- | --------- |
| 2009 | Премия «Спутник»               | Лучшая женская роль второго плана — кинофильм   | Забивание камнями Сорайи М. | Номинация |
| 2015 | Премия Гильдии киноактёров США | Лучший актёрский состав в драматическом сериале | Карточный домик             | Номинация |